# (300184) 2006 WK61
(300184) 2006 WK61 es un asteroide perteneciente al cinturón de asteroides descubierto el 17 de noviembre de 2006 por el equipo del Lincoln Near-Earth Asteroid Research desde el Laboratorio Lincoln, Socorro, Nuevo México, Estados Unidos.

## Designación y nombre
Designado provisionalmente como 2006 WK61.

## Características orbitales
2006 WK61 está situado a una distancia media del Sol de 3,140 ua, pudiendo alejarse hasta 3,611 ua y acercarse hasta 2,668 ua. Su excentricidad es 0,150 y la inclinación orbital 11,65 grados. Emplea 2032,56 días en completar una órbita alrededor del Sol.

## Características físicas
La magnitud absoluta de 2006 WK61 es 15,5. 